# 蓝山豹
蓝山豹是澳大利亚新南威尔士州西部，蓝山地区的一种神秘的大型猫科动物，一个世纪以来有关它的传言不断。
自2001年至2010年，已经有超过460起关于蓝山豹的目击，部分知名人士如前新南威尔士州州长内森·瑞斯和霍克斯伯里市议会议长巴特·巴塞特都相信这种生物的存在。